# Rue Jules-Verne (Paris)
Pour les articles homonymes, voir Jules Verne (homonymie) et Rue Jules-Verne.
La rue Jules-Verne est une voie du 11e arrondissement de Paris, en France.

## Situation et accès
La rue Jules-Verne est une voie publique située dans le 11e arrondissement de Paris. Elle débute au 21, rue de l'Orillon et se termine au 98, rue du Faubourg-du-Temple. Elle longe le square Jules-Verne.

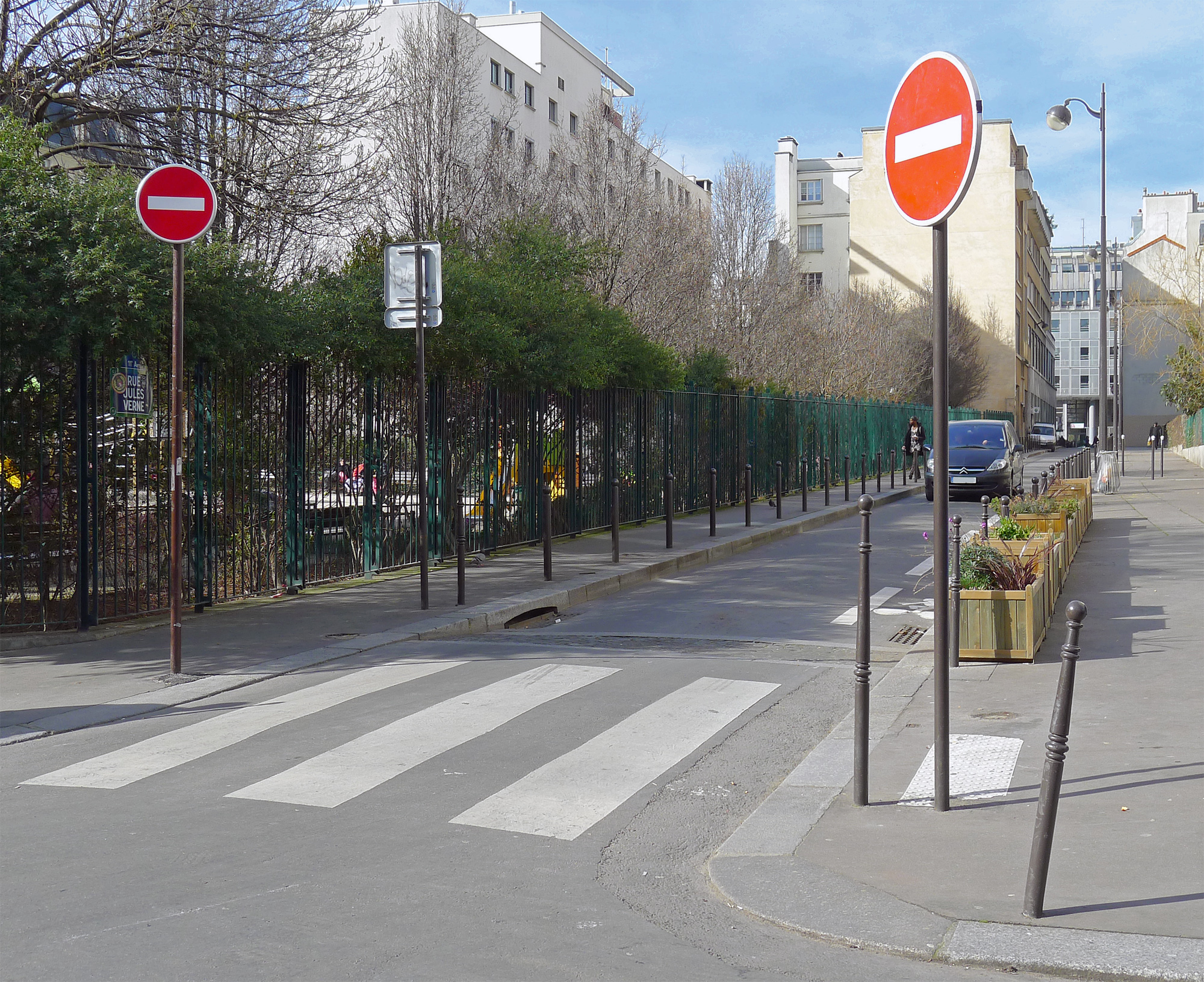
La rue longe le square éponyme.

## Origine du nom
Elle doit son nom à l'écrivain français Jules Verne (1828-1905).

## Historique
La rue s'appelait auparavant « passage de la Reuss » et, plus anciennement, « passage Saint-Pierre-du-Temple » avant de prendre sa dénomination actuelle par un arrêté du 16 juillet 1912, approuvé par décret du 26 août 1912.